# Richard van Évreux
Richard van Évreux (circa 1011 - 13 december 1067) was van 1037 tot aan zijn dood graaf van Évreux. Hij behoorde tot het huis Normandië.

## Levensloop
Richard was de zoon van Robert de Deen, aartsbisschop van Rouen en graaf van Évreux, uit diens huwelijk met Herleva, mogelijk een dochter van de Normandische edelman Tristan de Rijke. In 1026 kreeg hij van zijn vader het landgoed Douvrend toegewezen, dat Robert de Deen onterecht bij het aartsbisdom Rouen had gevoegd. Elf jaar later, in 1037, volgde hij zijn vader op als graaf van Évreux.
In 1035 was hertog Robert de Duivel van Normandië overleden. Zijn erfopvolging leidde tot conflicten, aangezien een aantal edelen weigerden om Roberts onwettige zoon Willem de Veroveraar te erkennen. In 1040 werd zijn jongere broer Rudolf van Gacé regent van Willem, nadat die de vorige regent Gilbert van Brionne had laten vermoorden. Beide broers profiteerden van hun positie in Normandië om zichzelf te verrijken, de familie Tosny aan de kant te schuiven en de bezittingen van hun verslagen tegenstanders in te nemen. Kort daarna huwde Richard met Godechildis, de weduwe van Roger I de Tosny.
Nadat Willem de Veroveraar de macht in Normandië overnam, slaagde Richard, die tijdens de machtsstrijd een gematigde rol had gespeeld, erin om de gunst van de hertog te behouden. Hij stichtte de Abdij van Saint-Sauveur in Évreux en nam ook deel aan de vergadering van Normandische edelen die besloot om Engeland te veroveren. Richard financierde de veldtocht deels, maar nam niet deel omdat hij zichzelf te oud vond. Zijn zoon Willem ging in zijn plaats mee naar Engeland en nam deel aan de Slag bij Hastings. 
Richard van Évreux overleed in december 1067 en werd bijgezet in de Abdij Fontenelle in Saint-Wandrille-Rançon.

## Nakomelingen
Richard en zijn echtgenote Godechildis kregen volgende kinderen:
- Willem (overleden in 1118), graaf van Évreux
- Agnes, huwde met heer Simon I van Montfort
- Godechildis, zuster in het klooster van Saint-Sauveur in Évreux